# Delkerhof
Delkerhof ist ein Wohnplatz im Ortsteil Wendemark der Gemeinde Altmärkische Wische im Landkreis Stendal in Sachsen-Anhalt.

## Geografie
Der Delkerhof, ein Wohnplatz in der Wische, liegt etwa 1,5 Kilometer nordwestlich von Wendemark und 5 Kilometer westlich der Stadt Werben (Elbe) im Biosphärenreservat Mittelelbe und im Landschaftsschutzgebiet Aland-Elbe-Niederung am Rauergraben Wendemark, der unweit des südlichen Elbufers beginnt.

## Geschichte
Der Wohnplatz, der aus mehreren Höfen besteht, ist auf älteren Karten nicht beschriftet. Im Jahre 1986 wurde Delkerhof als ein Ortsteil von Werben (Elbe) aufgeführt. Später wurde der Ort nur noch als sonstige Ansiedlung (Wohnplatz) in den Verzeichnissen geführt, so auch 2006 im nicht öffentlichen Ortsteilverzeichnis und im Jahre 2008 im gedruckten Verzeichnis. Die erste Nennung konnte noch nicht ermittelt werden.